# Montivipera bulgardaghica
Espèce
Synonymes
- Vipera bulgardaghica Nilson & Andrén, 1985

Statut de conservation UICN

 LC  : Préoccupation mineure
Montivipera bulgardaghica est une espèce de serpents de la famille des Viperidae.

## Répartition
Cette espèce set endémique de Turquie. Elle se rencontre à environ 2 000 m d'altitude dans les monts Bolkar.

## Description

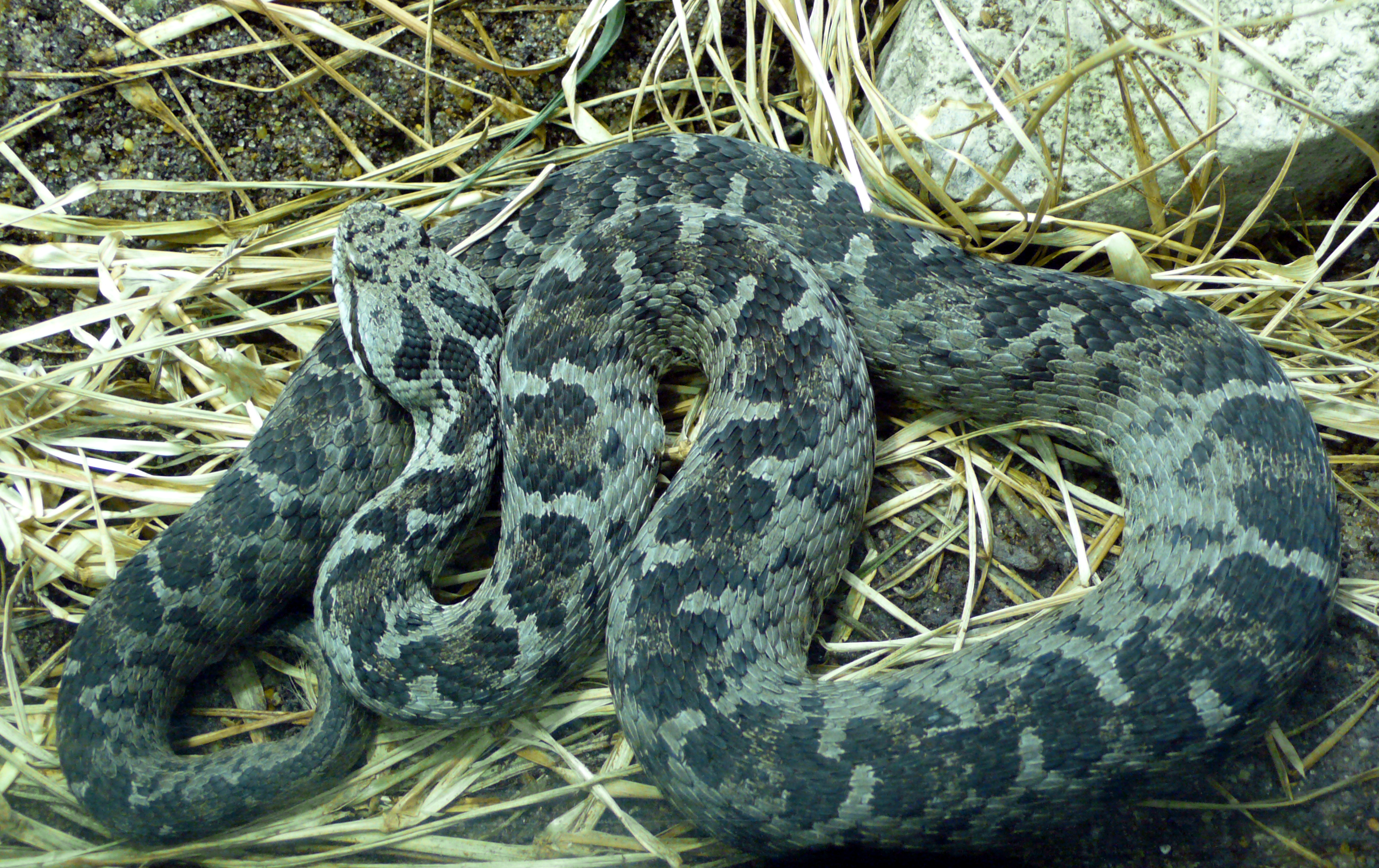

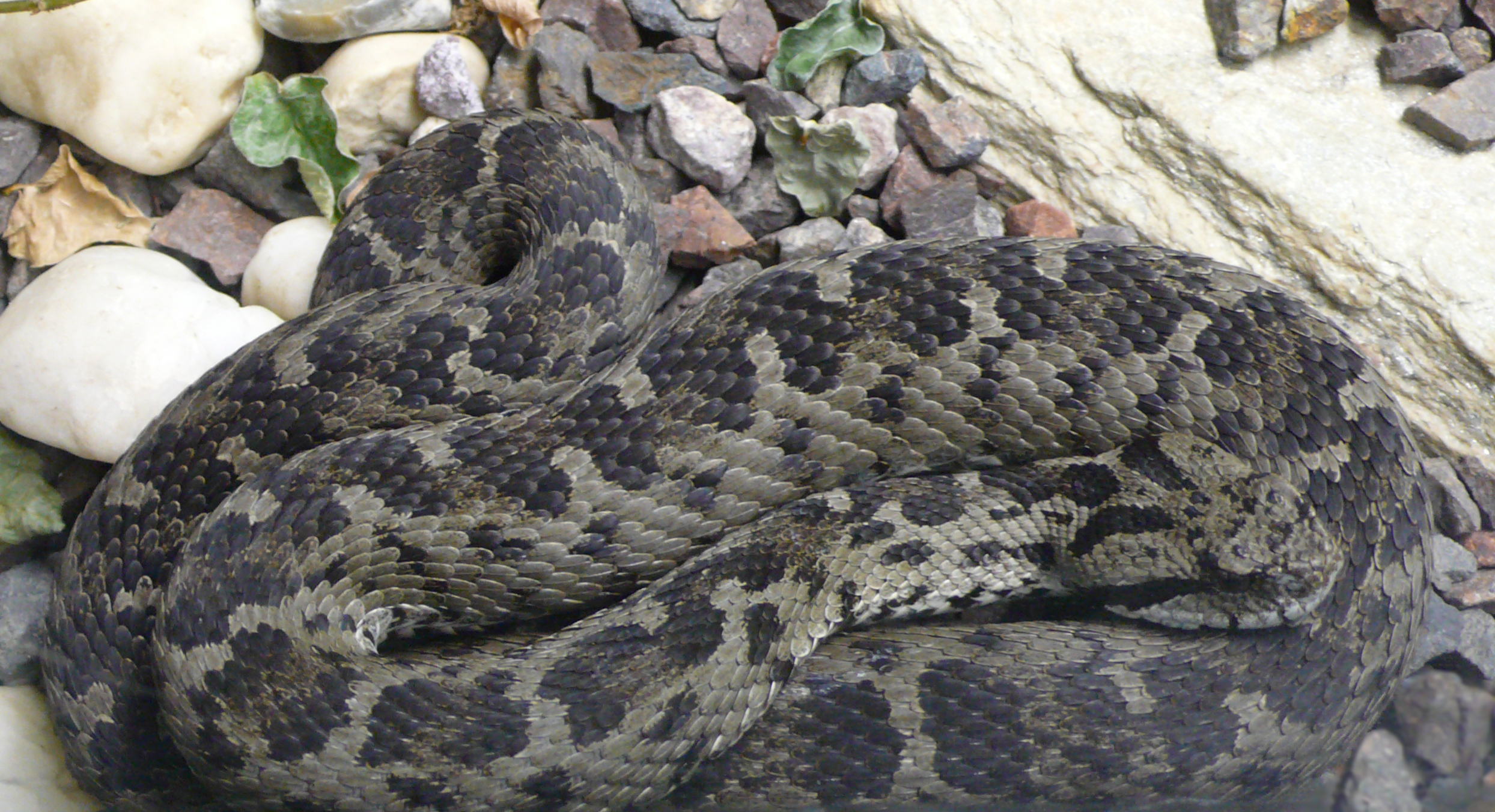

C'est un serpent venimeux.

## Étymologie
Son nom d'espèce lui a été donné en référence à son lieu de découverte, la Bulgar Daghica signifiant les monts Bolkar.

## Publication originale
- Nilson & Andrén, 1984 : Systematics of the Vipera xanthina complex (Reptilia: Viperidae). 2. An overlooked viper within the xanthina species-group in Iran. Bonner Zoologische Beiträge, vol. 35, p. 175-184 (texte intégral).